# Leslie Howard Saunders
Leslie Howard Saunders (* 12. September 1899; † 30. März 1994) war 1954 der 51. Bürgermeister von Toronto. 

## Leben
Saunders begann seine berufliche Karriere bei der Eisenbahngesellschaft Ontario Northland Railway. Als Gewerkschaftsmitglied begann er seine politische Karriere in der kanadischen Arbeiterpartei, indem er sich um ein Mandat für den Stadtrat von North Bay bewarb. Während des Ersten Weltkrieges diente er als Soldat und wurde anschließend Vize-Vorsitzender einer Veteranengesellschaft. Der Protestant Saunders zog während der Weltwirtschaftskrise nach Toronto, wurde dort Manager der Zeitung The Sentinel und kam mit dem Oranier-Orden in Berührung. Da er seine politischen Ansichten dort nicht stark genug vertreten sah, gründete er eine Gegenzeitung namens Protestant Action. Er wurde zum überzeugten Mitglied des Oranier-Ordens und veröffentlichte ein Schreiben, in dem er den Sieg von Wilhelm III. von England in der Schlacht am Boyne außerordentlich lobte. Dieses Schreiben brachte Saunders eine Menge Kritik ein, er sei gegenüber religiösen Minderheiten intolerant. Die Kritik, die teilweise sogar aus den Reihen des Oranier-Ordens geäußert wurde, war entscheidend für seine Abwahl als Bürgermeister 1954. 1960 trat er im Stadtteil East York als Vorsteher auf, verlor allerdings diese Wahl. Sein letztes politische Amt hatte er 1976, als er interimistischer Bürgermeister von East York wurde. 

## Werke
- An Orangeman in public life: the memoirs of Leslie Howard Saunders Britannia Printers, 1980.
- The cost of romanism to the nation and the truth about Quebec's part in the second world war, Britannia Printers, 1948.
- The story of Orangeism, 1960.